# Regierung Fälldin II

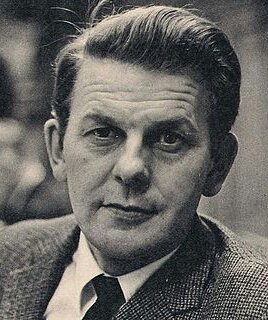
Thorbjörn Fälldin war zwischen 1976 und 1978 sowie von 1979 bis 1982 Ministerpräsident Schwedens.

Die Regierung Fälldin II war die schwedische Regierung von 1978 bis 1981.
Bei der Wahl zum Schwedischen Reichstag am 16. September 1979 stellte die Sozialdemokratische Arbeiterpartei SAP (Sveriges socialdemokratiska arbetareparti) des ehemaligen Ministerpräsidenten Olof Palme mit 154 der 349 (43,2 Prozent) erneut die meisten Abgeordneten im Reichstag (Sveriges riksdag). Zweitstärkste Kraft wurde die Moderate Sammlungspartei M (Moderata samlingspartiet) von Gösta Bohman mit 73 Mandaten (20,3 Prozent), gefolgt von der Zentrumspartei C (Centerpartiet) des früheren Ministerpräsidenten Thorbjörn Fälldin mit 64 Sitzen (18,1 Prozent), Volkspartei FP (Folkpartiet) unter dem bisherigen Ministerpräsidenten Ola Ullsten mit 38 Sitzen (10,6 Prozent) und der Kommunistischen Linkspartei VPK (Vänsterpartiet kommunisterna) unter Lars Werner, die 20 Abgeordnete (5,6 Prozent) stellte. Damit erbrachten die Reichstagswahlen 175 Mandaten der bürgerlichen Parteien eine knappe Mehrheit von nur einer Stimme vor SAP und VPK, die zusammen 174 Sitze hatten.
Daraufhin bildete Thorbjörn Fälldin am 12. Oktober 1979 sein zweites Kabinett als Koalition aus Moderater Sammlungspartei, Zentrumspartei und Volkspartei, die die bisherige liberale Minderheitsregierung Ullsten ablöste. Am 29. Januar 1981 wies das Oberste Verwaltungsgericht (Regeringsrätten) einen Anspruch der Samen auf ein eigenes Territorium ab. Die zweite Regierung Fälldin blieb bis zum 22. Mai 1981 im Amt, woraufhin Fälldin die Regierung Fälldin III bildete.

## Minister
Dem Kabinett gehörten folgende Minister an:
| Amt                                          | Name                         | Partei      | Beginn der Amtszeit            | Ende der Amtszeit          |
| -------------------------------------------- | ---------------------------- | ----------- | ------------------------------ | -------------------------- |
| Ministerpräsident                            | Thorbjörn Fälldin            | C           | 12. Oktober 1979               | 22. Mai 1981               |
| Außenminister                                | Ola Ullsten                  | FP          | 12. Oktober 1979               | 22. Mai 1981               |
| Justizminister                               | Håkan Winberg                | M           | 12. Oktober 1979               | 22. Mai 1981               |
| Verteidigungsminister                        | Eric Krönmark                | M           | 12. Oktober 1979               | 22. Mai 1981               |
| Sozialministerin                             | Karin Söder                  | C           | 12. Oktober 1979               | 22. Mai 1981               |
| Kommunikationsminister                       | Ulf Adelsohn                 | M           | 12. Oktober 1979               | 22. Mai 1981               |
| Wirtschaftsminister                          | Gösta Bohman                 | M           | 12. Oktober 1979               | 22. Mai 1981               |
| Haushaltsminister                            | Ingemar Mundebo Rolf Wirtén  | FP          | 12. Oktober 1979 27. Juni 1980 | 27. Juni 1980 22. Mai 1981 |
| Bildungsminister                             | Jan-Erik Wikström            | FP          | 12. Oktober 1979               | 22. Mai 1981               |
| Landwirtschaftsminister                      | Anders Dahlgren              | C           | 12. Oktober 1979               | 22. Mai 1981               |
| Handelsminister                              | Staffan Burenstam Linder     | M           | 12. Oktober 1979               | 5. Mai 1981                |
| Minister für den Arbeitsmarkt                | Rolf Wirtén Ingemar Eliasson | FP          | 12. Oktober 1979 27. Juni 1980 | 27. Juni 1980 22. Mai 1981 |
| Minister für Wohnungswesen                   | Birgit Friggebo              | FP          | 12. Oktober 1979               | 22. Mai 1981               |
| Industrieminister                            | Nils Åsling                  | C           | 12. Oktober 1979               | 22. Mai 1981               |
| Minister für Kommunen                        | Karl Boo                     | C           | 12. Oktober 1979               | 22. Mai 1981               |
| Personalminister                             | Olof Johansson               | C           | 12. Oktober 1979               | 22. Mai 1981               |
| Einwanderungsministerin                      | Karin Andersson              | C           | 12. Oktober 1979               | 22. Mai 1981               |
| Energieminister                              | Carl Axel Petri              | Parteiloser | 7. November 1979               | 22. Mai 1981               |
| Stellvertretende Bildungsministerin          | Britt Mogård                 | M           | 12. Oktober 1979               | 5. Mai 1981                |
| Stellvertretende Sozialministerin            | Elisabet Holm                | M           | 12. Oktober 1979               | 5. Mai 1981                |
| Stellvertretender Minister für Wohnungswesen | Georg Danell                 | M           | 12. Oktober 1979               | 5. Mai 1981                |

## Hintergrundliteratur
- Das 20. Jahrhundert. Ein illustrierter Rückblick auf 100 Jahre Weltgeschehen, H+L Verlagsgesellschaft, Köln 1999
- Der Große Ploetz. Die Enzyklopädie der Weltgeschichte, Verlag Vandenhoeck & Ruprecht, 35. Auflage, Göttingen, 2008, ISBN 978-3-525-32008-2